# Sony Alpha 77
Die Sony α77 (SLT-A77V, SLT-A77) ist eine SLT-Kamera (single-lens translucent) – eine Digitalkamera ähnlich einer DSLR-Kamera. Die Kamera ist das Nachfolgemodell der α700 und das Vorgängermodell der äußerlich nahezu identischen Sony Alpha 77 II. Zum Zeitpunkt der Markteinführung (Oktober 2011 in Deutschland) war sie Sonys Topmodell mit APS-C-Sensor. Wie die bereits im Herbst 2010 erschienenen Sony α55 und Sony α33 besitzt die Kamera keinen herkömmlichen klappbaren Spiegel, sondern einen teildurchlässigen Spiegel und einen elektronischen Sucher. Mit der Alpha 77 spricht Sony den ambitionierten bis professionellen Fotografen an.

## Verfügbare Kameraversionen
| Versionsbezeichnung | Objektiv                  | Sonstiges Zubehör                                                            |
| ------------------- | ------------------------- | ---------------------------------------------------------------------------- |
| SLT-A77VK           | DT 18–55 mm SAM F/3,5–5,6 | Akku NP-FM500H, Akku-Ladegerät BC-VM10; Schultergurt, USB-Kabel, Software-CD |
| SLT-A77VQ           | DT 16–50 mm F/2,8 SSM     | Akku NP-FM500H, Akku-Ladegerät BC-VM10; Schultergurt, USB-Kabel, Software-CD |
| SLT-A77V            | ohne Objektiv             | Akku NP-FM500H, Akku-Ladegerät BC-VM10; Schultergurt, USB-Kabel, Software-CD |

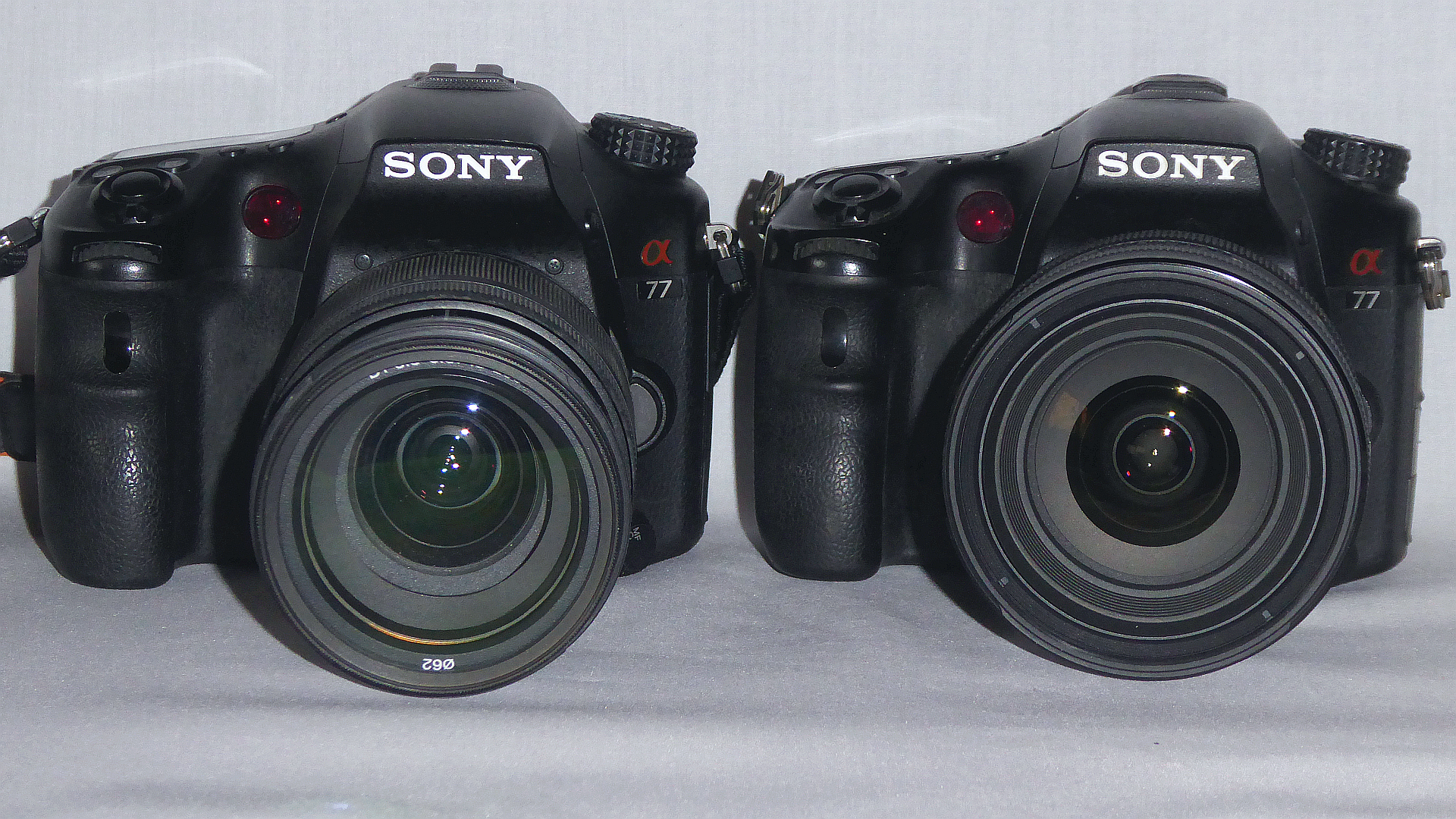
Sony A77 mit ausklappbarem Blitz, Aufsteckschuh, mit Sony- und Carl-Zeiss-Objektiv

In einigen Ländern wird die Sony Alpha 77 ohne GPS ausgeliefert, dann entfällt der Buchstabe V in der Versionsbezeichnung. Bereits kurz nach Markteinführung wurden im europäischen Fachhandel vom Basisangebot abweichende diverse Bundles aus Kamerabody mit verschiedensten Sony- und Zeiss-Objektiven angeboten.

## Ausstattung
Die Kamera besitzt einen CMOS-Sensor APS-C mit 23,6 × 15,8 mm, wodurch die Kamera eine effektive Auflösung von 24,3 Megapixeln bei einstellbaren 350 dpi und eine Farbtiefe von 36 Bit ermöglicht. Die beiden Datei-Formate JPG und RAW sind zusammen oder einzeln auslösbar. Das Format JPG kann auch in kleinerer Auflösung gewählt werden, RAW jedoch fix nur 24 Megapixel. Der elektronische Sucher misst 1,3 cm und bietet 100 % Bildabdeckung mit 786.432 Pixeln, die aus jeweils drei Subpixeln der Farbkanäle rot, grün und blau bestehen. Die Sucherbild-Helligkeit passt sich selbsttätig den Umgebungslichtverhältnissen des Motivs an. Die Sucher-Einstellmöglichkeit reicht von −4 bis +3 Dioptrien. Der in zwei Achsen schwenkbare TFT-Monitor (7,5 cm) bietet eine Auflösung von 640 × 480 Pixel. Die Sony A77 hat ein weiteres Display (LCD) an der Oberseite, das Informationen wie Blendenweite, ISO-Wert und Belichtungszeit anzeigt. Die Handhabung für verschiedene Einstellungen wurde erleichtert durch ein zweites Einstellrad an der Kameravorderseite zusätzlich zum hinteren Einstellrad. Wie viele Profi-Kameras ist sie über einer Fernbedienung steuerbar. Die Kamera besitzt für den Verkauf im deutschen Sprachraum in der Grundausstattung ein zuschaltbares Global Positioning System (GPS), das die GPS-Positionsdaten Longitude, Latitude und als Besonderheit auch die Altitude (Höhen-Wert) direkt in die EXIF-Daten einfügt. Ausklappbar ist ein lichtstarkes, intelligentes Blitzsystem (bei Sony erweiterbar für "entfesseltes Blitzen"); der eingebaute Blitz ist ausgeklappt konstruktiv nicht hoch genug verbaut, um problemlos alle Abschattungen bei längeren oder sehr voluminösen Objektiven oder angesetzten Gegenlichtblenden vermeiden zu können. Für Aufsteck-Zubehör ist ein sogenannter Blitzschuh vorhanden, für den Sony auch einen Blitzschuhadapter für andere Systeme liefert. Bei Verwendung des Sony-Hochformatgriffs (ein gut ausgestatteter Batteriegriff) sind nicht nur der Auslöser und der Ein-/Ausschalter ein weiteres Mal vorhanden, sondern zusätzlich auch einige der wesentliche Bedienelemente (für praktikable Hochformatfotografie), wie sie sonst nur auf der Kamerarückseite zu finden sind.

## Unterschiede zur α65
Die Sony α77 ist zusammen mit der Sony α65 erschienen. Die Hauptunterschiede sind:
|                           | Sony α77 | Sony α65                                                                  |
| ------------------------- | --- | ------------------------------------------------------------------------- |
| Gehäuse                   | Magnesium-Aluminium-Legierung | Kunststoff                                                                |
| Autofokus                 | 19 AF-Sensoren, davon 11 Kreuzsensoren | 15 AF-Sensoren, davon 3 Kreuzsensoren                                     |
| Belichtungszeit           | 1/8000–30 s (Bulb-Modus bis zu 4 Stunden) Blitzsynchronisationszeit 1/250 | 1/4000–30 s (Bulb-Modus bis zu 4 Stunden) Blitzsynchronisationszeit 1/160 |
| Serienbildgeschwindigkeit | 12 Bilder/s | 10 Bilder/s                                                               |
| Display                   | 3-Wege-neigbares Display | 2-Wege-neigbares Display                                                  |
| Besonderheiten            | LC-Display an der Gehäuse-Oberseite staub- und spritzwassergeschütztes Gehäuse Synchronbuchse für Anschluss an Studioblitzanlagen Optional ist ein offizieller Vertikalgriff verfügbar 2 Einstellräder und mehr Tasten |                                                                           |

## Zubehör

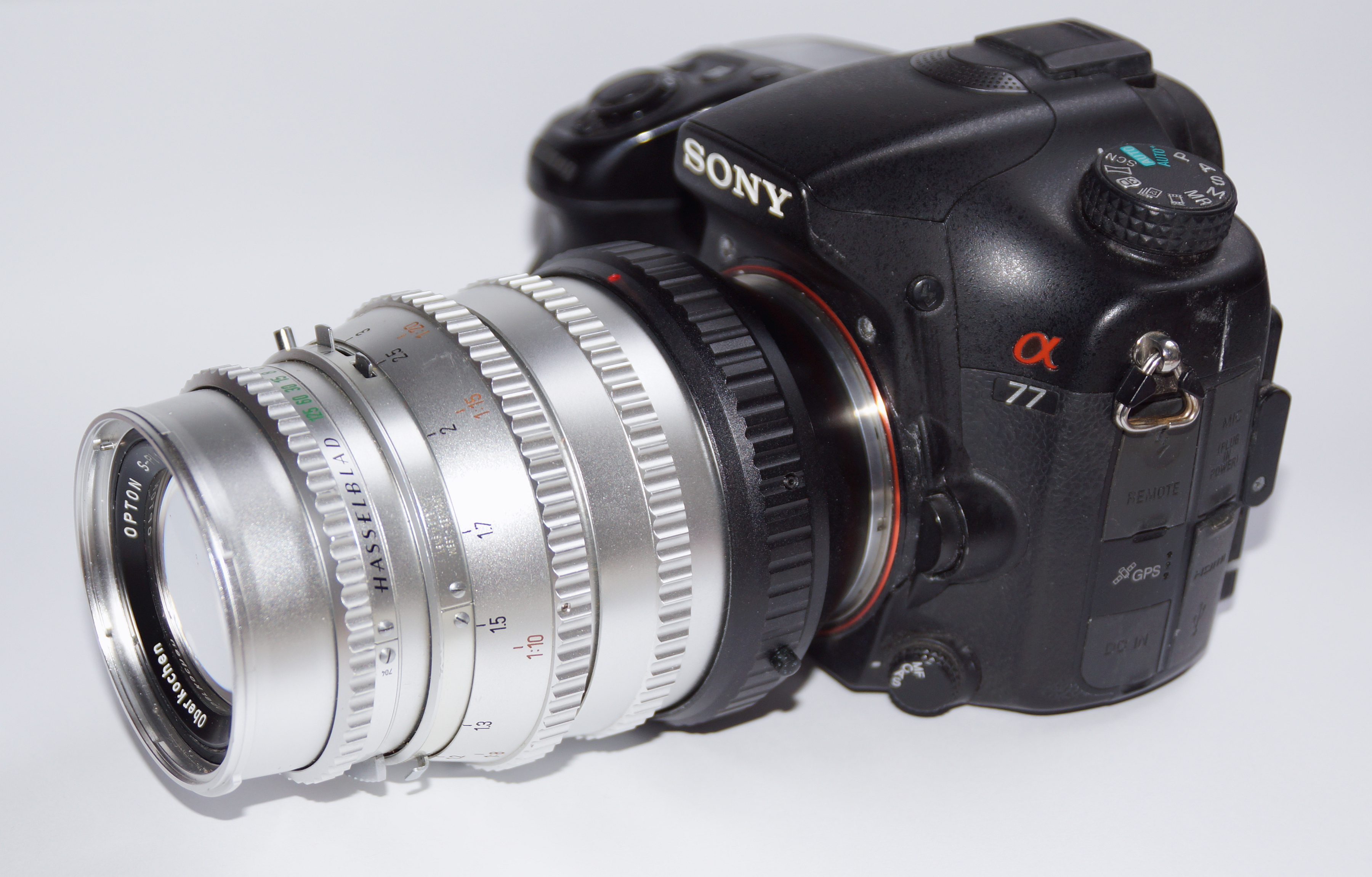
Sony SLT-A77 via Adapter mit Zeiss-Hasselblad-Objektiv S-Planar mit Festbrennweite von 120 mm für (semi)professionelle Aufgaben

- Sony- und Zeiss-Objektive mit A-Mount
- Hochformatgriff (VG-C77AM) mit Platz für zwei Akkus (der Platz des Akkufaches in dem Body wird durch den Hochformatgriff belegt).
- Akku (NP-FM500H)
- Blitzlichtgeräte und Leuchten
- Mikrofone
- Sucher & Monitore
- diverse Fremd-Adapter zum Anschluss von Objektiven anderer Hersteller